# Pentè
Els pentens són alquens amb la fórmula química C
5H
10. Cadascun d'ells conté un doble enllaç de cinc àtoms de carboni dins de la seva estructura molecular. Hi ha un total de sis compostos diferents en aquesta classe, que es diferencien entre si perquè els àtoms de carboni s'adhereixen linealment o en una estructura ramificada, i si el doble enllaç té una forma cis o trans.

## Isòmers de cadena recta
1-pentè és una alfa-olefina. El més sovint 1-pentè es fa com un subproducte de craqueig catalític o tèrmic de petroli, o durant la producció d'etilè i propilè a través de craqueig tèrmic de fraccions d'hidrocarburs. Rares vegades es va aïllar en forma d'un compost separat. En canvi, és més sovint barreja amb la gasolina o, en una barreja amb altres hidrocarburs, llogats amb isobutà per a produir gasolina.
2-pentè té dos isòmers geomètrics, cis-2-pentè i trans-2-pentè. cis-2-pentè s'utilitza en la metàtesi d'olefines.